# L'Avènement du corbeau
L'Avènement du corbeau (titre original : Raven Rise) est le neuvième tome de la série à succès Bobby Pendragon écrite par D. J. MacHale.